# Atamante

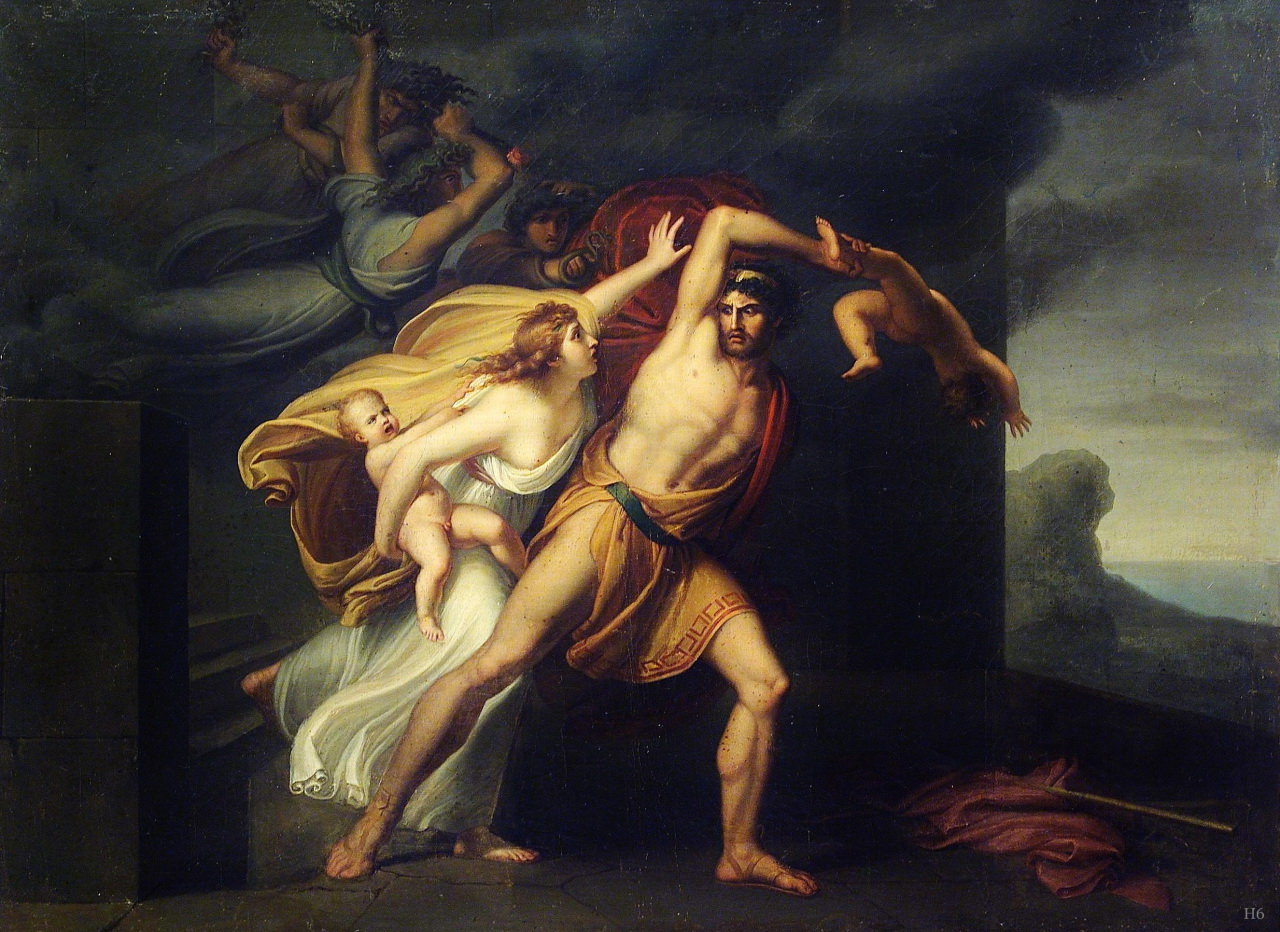
Arcangelo Migliarini (1779 - 1865): Atamante preso de las Erinias (Atamante preso dalle Furie, 1801). Academia de San Lucas.

Atamante (en griego, Ἀθάμας) es un rey de la mitología griega que gobernaba en Beocia, pero otros dicen que reinaba en Coronea o en la propia Tebas. Es hijo de Eolo y Enárete, y por lo tanto nieto de Helén, pero según una versión minoritaria es hijo de Minias. Hesíodo lo denomina como «rey administrador de justicia»; no obstante tuvo una complicada vida familiar, con hasta tres esposas: Ino, Néfele y Temisto. Su leyenda fue tema de varias tragedias y contiene relatos a veces contradictorios.

## Matrimonios con Néfele e Ino
La mayoría de las fuentes coinciden en que su primer matrimonio fue con Néfele, de quien tuvo dos hijos, Frixo y Hele. Atamante, tras repudiar a Néfele, se casó con Ino, hija de Cadmo, con quien tuvo a Learco y a Melicertes. Durante su reinado se extendió la esterilidad en los campos, debido a la rivalidad de sus esposas. Para asegurar los derechos sucesorios para sus vástagos, Ino proyectó eliminar a los hijos del primer matrimonio, para lo que convenció a las mujeres del país para que tostaran el grano destinado a la siembra del trigo, diciéndoles que así crecería más, por lo que nada brotó cuando los hombres lo sembraron. Ino consiguió convencer de nuevo a las mujeres de que el trigo no había crecido porque los dioses no estaban contentos, así que Atamante consultó entonces el oráculo de Delfos, e Ino sobornó al emisario de su marido, que trajo la respuesta de que para acabar con la carestía se debía sacrificar a Frixo. En otras versiones Néfele es citada explícitamente como una diosa y que la esterilidad de la tierra se debió a los celos de esta, abandonada por Atamante. Sea como fuere, cuando ya llevaban a Frixo para ser inmolado, según algunas tradiciones junto con su hermana Hele, su madre Néfele le dio un carnero prodigioso con vellón de oro, que los elevó por los aires, llevándolos a Cólquide, si bien Hele se cayó y se ahogó por el camino. Este es el origen del periplo de los argonautas.
Otra versión relataba que el mensajero reveló la conjura a Atamante, quien ordenó el sacrificio de Ino junto con Melicertes, su hijo. Pero, cuando eran llevados a inmolar, Dioniso sintió piedad de ella, puesto que era su tía y fue su nodriza, y envió una nube que envolvió y permitió escapar a Ino y a su hijo. Luego Zeus o Hera provocaron la locura a Atamante: «entonces ya del pecho de Atamante los sentimientos arrebató Zeus». Algunos dicen que Hera estaba ofendida porque Ino y Atamante habían cuidado del infante Dioniso en su palacio y en venganza maldijo a Atamante. Sea como fuere mató a su hijo menor, Learco, atravesándolo con flechas como si fuera una pieza de caza, e Ino, horrorizada por la matanza, decidió suicidarse arrojándose al mar con su hijo Melicertes en brazos. La versión de la épica griega nos dice que Ino abandonó en el palacio a Atamante y Zeus la convirtió en la agradable divinidad marina llamada Leucótea o Leucótoe; esta diosa salvaría más tarde a Odiseo en sus viajes.

## Matrimonio con Temisto
Atamante, expulsado de Beocia, preguntó al dios dónde debía establecerse y se le respondió que habitara cualquier lugar donde fuese acogido por animales salvajes; después de atravesar gran parte de la región, encontró unos lobos que estaban devorando pedazos de oveja y que al verlo abandonaron su presa y huyeron. Denominó Atamantia al territorio y se casó con Temisto, hija de Hipseo, con quien tendría a Leucón y Esqueneo y también a dos epónimos, Eritrio y Ptoo. Las hijas de Leucón se hicieron cargo del infante Dioniso tras el exilio de Atamante y la desaparición de Ino.
Una versión alternativa narraba Eurípides en una tragedia que no se ha conservado llamada Ino pero de la que se conoce el argumento por una de las Fábulas de Higino. En ella Ino se habría marchado al monte tras el fracaso de su conspiración, a reunirse con las bacantes, servidoras de Dioniso. Atamante creyó que había muerto y contrajo matrimonio con Temisto, con quien tendría a Orcómeno y Esfingio o Esfincio. Sin embargo Ino regresó y Atamante la introdujo en su palacio como sirvienta. Temisto, celosa, planeó acabar con los hijos de Ino, confiándose a la nueva sirvienta sin saber su identidad, ordenándole vestir de negro a los hijos de Ino y de blanco a los suyos. Al hacerlo Ino al revés, Temisto mató a sus propios hijos, suicidándose al darse cuenta.

## Descendencia de Atamante
Con Néfele (ninfa o diosa):
- Frixo: tras llegar a la Cólquide engendró a Presbón de quien descienden los reyes orcomenios.[22]
- Hele: epónima del Helesponto («mar de Hele»).[1]

Con Ino (hija de Cadmo):
- Learco: víctima de la locura de su padre, maldición de la mismísima Hera.[11]
- Melicertes: deificado como Palemón.[23]

Con Temisto (hija de Hipseo):
- Leucón: sus hijas, las Leucónides, cuidaron del infante Dioniso.[18]
- Esqueneo: padre de la celebérrima Atalanta.[17][13]
- Eritrio: epónimo de Eritras.[17]
- Ptoo: epónimo del monte Ptoo en Beocia en donde se encontraba la ciudad de Acrefias.[17]
- Euriclea: madre de Hiperes en unión con Melas, hijo de Frixo; este Hiperes es epónimo de Hiperea.[24]

(o bien)
- Orcómeno: según Higino su madre Temisto lo mató involuntariamente.[6]
- Esfincio: según Higino su madre Temisto lo mató involuntariamente.[6]

Con una consorte innominada:
- Macisto: epónimo de la elea Macisto y tan solo descrito como hermano de Frixo.[25]
- Zeuxipe: de su unión con Apolo nació el epónimo Ptoo.[26]